# Fjällstjärnen
Fjällstjärnen är en sjö i Bengtsfors kommun i Dalsland och ingår i Göta älvs huvudavrinningsområde. Sjön har en area på 0,361 kvadratkilometer och ligger 77,2 meter över havet.

## Delavrinningsområde
Fjällstjärnen ingår i det delavrinningsområde (654148-130047) som SMHI kallar för Mynnar i Laxsjön. Medelhöjden är 147 meter över havet och ytan är 13,44 kvadratkilometer. Det finns inga avrinningsområden uppströms utan avrinningsområdet är högsta punkten. Vattendraget som avvattnar avrinningsområdet har biflödesordning 3, vilket innebär att vattnet flödar genom totalt 3 vattendrag innan det når havet efter 193 kilometer. Avrinningsområdet består mestadels av skog (84 procent). Avrinningsområdet har 0,72 kvadratkilometer vattenytor vilket ger det en sjöprocent på 5,4 procent.